# Эрдан, Гилад
Гила́д Эрда́н (ивр. גלעד ארדן‎; род. 30 сентября 1970, Ашкелон, Израиль) — израильский политический деятель. Занимал должности министра по охране окружающей среды, министра связи и министр внутренних дел. С 25 мая 2014 года — Министр внутренней безопасности, стратегического планирования, депутат кнессета 16—23 созывов.

## Биография
Гилад Эрдан родился в 1970 году, в Ашкелоне, в семье Авиноама и Иеудит Эрдан. Гилад уволился из армии в чине капитана. Учился в Бар-Иланском университете на факультете юриспруденции. Будучи студентом принимал участие в демонстрациях против Ословских соглашений. Работал советником у Ариэля Шарона и Биньямина Нетаньяху. Был председателем союза «Молодёжь Ликуда». В 2003 году, впервые избирается в Кнессет.

## Парламентская деятельность
В 16 созыве кнессета, Гилад Эрдан председательствует в подкомиссии по спорту и подкомиссии по борьбе с дорожными авариями. Министр иностранных дел Сильван Шалом предлагает ему занять должность посла Израиля в ООН, но Эрдан отказывается. Гилад Эрдан становится одним из самых больших противников предложенного Ариэлем Шароном плана одностороннего размежевания с Газой.
После выборов в Кнессет 17 созыва, Гилад Эрдан возглавляет парламентское лобби по борьбе с дорожными авариями и председательствует в комиссии по экономике.
На праймериз в Ликуде 2008 года, Гилад Эрдан занимает второе место и после сформирования правительства Биньямином Нетаньяху занимает пост министра по охране окружающей среды и министра по связи между правительством и Кнессетом.

### Тридцать четвёртое правительство Израиля
В мае 2020 года Эрдан принял предложение Нетаньяху занять должность посла Израиля в ООН, а затем послом Израиля в США.
15 ноября 2021 году на посту посла в США его сменил Михаэль (Майк) Герцог.

## Посол в ООН и в США
В июле 2020 года занял должность посла в ООН, сменив Дани Данона, а в январе 2021 года должность посла Израиля в США, сменив Рона Дермера.

## Семья
Гилад Эрдан женат, отец четырёх детей. Живёт в Кирьят-Оно.